# Ribamontán al Mar
Ribamontán al Mar est une ville espagnole de Cantabrie située sur la baie de Santander.